# ايرونكا سي-1 كاديت
ايرونكا سي-1 كاديت  (بالإنجليزية: Aeronca C-1 Cadet)‏ هي طائرة رياضية، أحادية السطح ذات مقعد واحد. أنتجت في الولايات المتحدة. من صناعة ايرونكا. كان أول طيران لها في 1931.